# Крис Ворен
Крис Ворен (Гарланд, 19. јануар 1981) амерички је кошаркаш. Игра на позицији бека.

## Каријера
Након што није изабран на НБА драфту 2003. каријеру почиње у Мексику где је наступао за Пантерас из Агваскалијентеса. Током 2004. је играо у Чилеу, да би се касније поново вратио у мексички Пантерас. Током јануара 2005. играо је и у Португалу за Оливеиренсе. У фебруару 2005. долази у Србију и потписује за Рефлекс. Са тимом из Железника осваја Куп Радивоја Кораћа 2005. године. Наредну сезону почиње у Мексику, али у фебруару 2006. поново долази у Европу и потписује за Цибону. Са њима проводи сезону и по и у том периоду осваја два пута првенство Хрватске. Сезону 2008/09. проводи у Авелину а наредне две у Билбау. За сезону 2011/12. се вратио у Хрватску али овај пут у екипу Цедевите. Током јесени 2012. је поново играо за Авелино али се кратко задржао због проблема са повредама. Сезону 2013/14. проводи у екипи Бнеи Херцлије. У јануару 2015. након пола године без клуба, прелази у македонски тим Карпош Соколи до краја сезоне. У октобру 2015. по трећи пут је заиграо у Хрватској, овога пута у екипи Забока. Ипак Забок напушта након свега шест утакмица и одлази у Јужну Америку. Прво је наступао за свој бивши тим Пантерас из Агваскалијентеса, а у марту 2016. је постао играч аргентинске екипе Обрас Санитариас са којом је провео остатак те сезоне.

## Успеси

### Клупски
- ФМП:
  - Куп Радивоја Кораћа (1) : 2005.
- Цибона:
  - Првенство Хрватске (2) : 2005/06, 2006/07.
- Цедевита:
  - Куп Хрватске (1) : 2012.

### Индивидуални
- Учесник Ол-стар утакмице Јадранске лиге (1): 2007.
- Учесник Ол-стар утакмице Првенства Хрватске (1): 2008.